# テュペロ・ハニー
『テュペロ・ハニー』（Tupelo Honey）は、北アイルランド出身のシンガーソングライター、ヴァン・モリソンが1971年に発表した、ソロ名義では5作目のスタジオ・アルバム。

## 背景
前作『ストリート・クワイア』（1970年）制作後、モリソンはニューヨーク州ウッドストックからカリフォルニア州マリン郡へ転居した。録音はマリン郡から近いサンフランシスコで行われた。当時ドゥービー・ブラザーズのファースト・アルバムでプロデューサー・デビューを果たしたテッド・テンプルマンが共同プロデューサーに起用され、後にモントローズを結成するロニー・モントローズも、本作でモリソンとの初共演を果たした。また、『アストラル・ウィークス』（1968年）にも参加したコニー・ケイ（モダン・ジャズ・カルテット）が再び起用されている。
本作のジャケットには、馬に乗った当時の妻ジャネットと、その横を歩くモリソンの写真が使用された。
2008年のリマスターCDには、ボーナス・トラックが2曲追加された。

## 反響・評価
アメリカでは本作がBillboard 200で27位に達し、シングル「ワイルド・ナイト」はBillboard Hot 100で28位、「テュペロ・ハニー」は47位を記録した。オランダでは、「ワイルド・ナイト」が2週連続でシングル・チャートの24位を記録している。
Jason Ankenyはオールミュージックにおいて5点満点中4.5点を付け「サウンド的にも構造的にも、1970年代前半のヴァン・モリソンの典型的な作品」と評している。『ヴィレッジ・ヴォイス』紙による1971年のベスト・アルバムを選ぶ企画「The 1971 Pazz & Jop」では、読者投票で2位、批評家投票及び総合ランキングで4位となった。

## 収録曲
特記なき楽曲はヴァン・モリソン作。

### オリジナル
Side 1
1. ワイルド・ナイト - "Wild Night" - 3:34
2. キャノン・ボールのように - "(Straight to Your Heart) Like a Cannonball" - 3:40
3. オールド・オールド・ウッドストック - "Old Old Woodstock" - 4:14
4. 光への出発 - "Starting a New Life" - 2:09
5. ユア・マイ・ウーマン - "You're My Woman" - 6:42

Side 2
1. テュペロ・ハニー - "Tupelo Honey" - 6:50
2. アイ・ワナ・ルー・ユー - "I Wanna Roo You (Scottish Derivative)" - 3:24
3. 黄昏 - "When That Evening Sun Goes Down" - 3:05
4. ムーンシャイン・ウイスキー - "Moonshine Whiskey" - 6:47

### 2008年リマスター盤ボーナス・トラック
1. ワイルド・ナイト（別テイク） - "Wild Night (Alternate Take)" - 5:37
2. ダウン・バイ・ザ・リヴァーサイド - "Down by the Riverside" (Traditional) - 3:54

## 参加ミュージシャン
- ヴァン・モリソン - ボーカル、ギター、ハーモニカ、ホーン・アレンジ
- ジャック・シュローアー - サクソフォーン、ホーン・アレンジ
- ルイス・ガスカ - トランペット
- ブーツ・スチュアート・ヒューストン - フルート、バックグラウンド・ボーカル
- ブルース・ロイストン - フルート
- マーク・ジョーダン - ピアノ、エレクトリックピアノ
- テッド・テンプルマン - ハモンドオルガン
- ロニー・モントローズ - ギター、マンドリン、バックグラウンド・ボーカル
- ジョン・マクフィー - スティール・ギター
- ビル・チャーチ - ベース
- リック・シュロッサー - ドラムス
- コニー・ケイ - ドラムス(A3, A4, B1, B3)
- ゲイリー・マラバー - ヴィブラフォン、パーカッション
- ジャネット・プラネット - バックグラウンド・ボーカル
- エレン・シュローアー - バックグラウンド・ボーカル